# J. Wolfgang Wägele
Johann Wolfgang Wägele (* 21. Oktober 1953 in Neuwied) ist ein deutscher Zoologe.

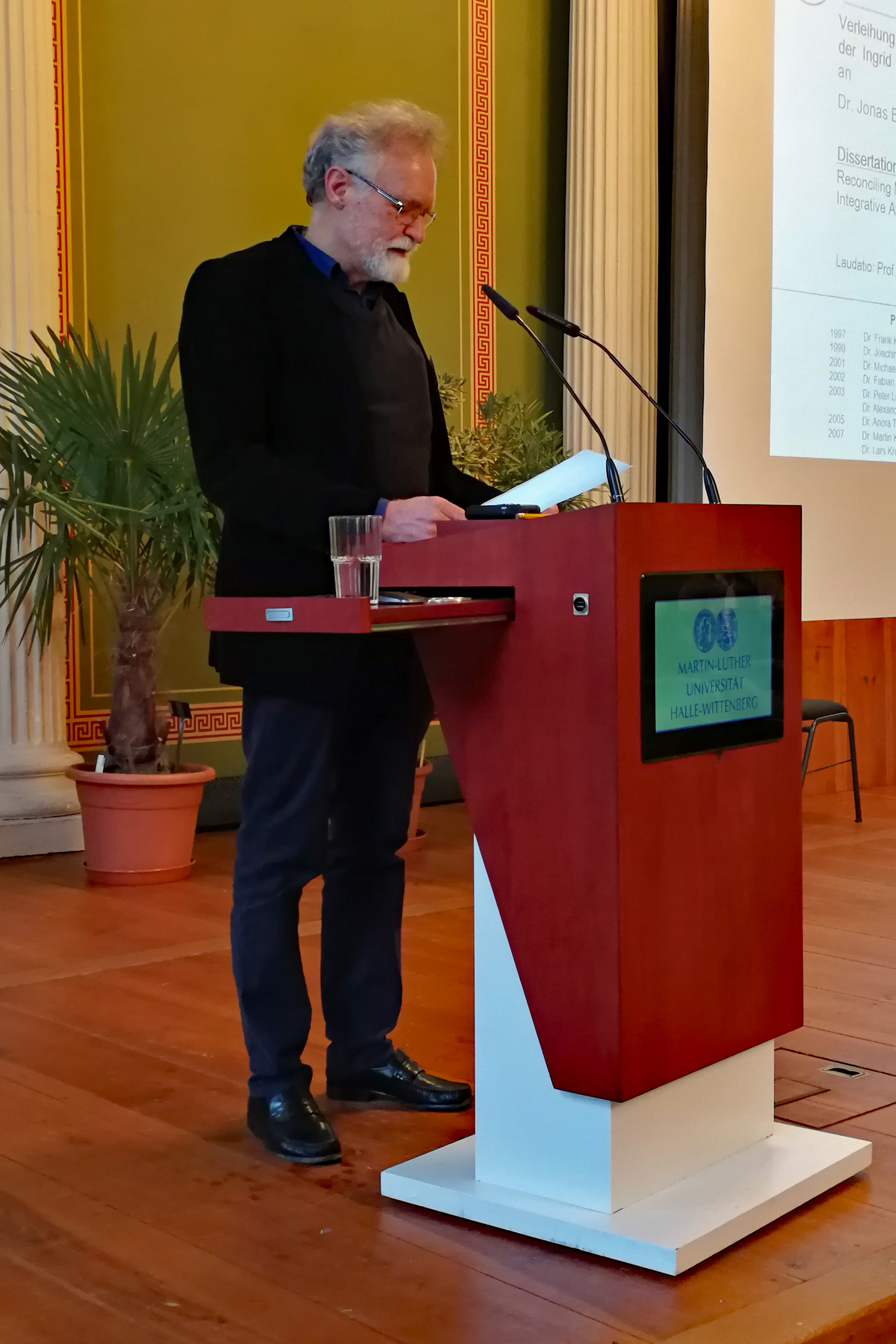
Wolfgang Wägele 2019

## Leben und Wirken
Wägele, 1953 in Neuwied geboren, verbrachte seine Kindheit und Jugend in Bogotá in Kolumbien. Nach dem Studium der Biologie und Chemie für das Lehramt an Gymnasien an der Christian-Albrechts-Universität zu Kiel, abgeschlossen mit dem ersten Staatsexamen promovierte Wolfgang Wägele im Fach Zoologie über das Thema „Evolution der Anthuridea (Crustacea, Isopoda)“.
Nach der Anstellung als Akademischer Rat an der Universität Oldenburg sowie der Habilitation über „Evolution und phylogenetisches System der Isopoda“ folgte Wolfgang Wägele dem Ruf zum Professor für „Morphologie und Systematik der Tiere“ an der Universität Bielefeld (1991). Es folgte ein Ruf an den Lehrstuhl „Spezielle Zoologie“ an der Ruhr-Universität Bochum (1996).
Aufgrund der absehbaren Emeritierung des Lehrstuhlinhabers „Spezielle Zoologie“ an der Universität Bonn und Direktors des Zoologischen Forschungsmuseums Alexander Koenig, Clas Naumann, begann (wie üblich) ein gemeinsames Berufungsverfahren der Universität Bonn mit dem Zoologischen Forschungsmuseum Alexander Koenig - Leibniz-Institut für Biodiversität der Tiere noch während der Amtszeit Naumanns. Wolfgang Wägele folgte 2004 dem aus diesem Verfahren resultierenden Ruf, die Nachfolge anzutreten. 2015 wurde er zum Mitglied der Akademie der Wissenschaften und der Literatur Mainz gewählt.
Neben seiner Tätigkeit als Lehrstuhlinhaber und Museumsdirektor nimmt Wolfgang Wägele weitere Aufgaben war. Dies sind u. a.
- Fachkollegiat der DFG
- Präsident der Gesellschaft für Biologische Systematik
- Vizepräsident der Deutschen Zoologischen Gesellschaft

Wolfgang Wägele ist mit Heike Wägele verheiratet und hat zwei Söhne.